# BMW S55
Der S55 ist ein Reihensechszylindermotor mit Biturbo-Aufladung des Automobilherstellers BMW, der auf dem BMW N55 aufbaut und in Steyr in Oberösterreich montiert wird. Der Biturbo wurde Mitte 2014 in den neuen M3 (F80) und M4 (F82) eingeführt. Mit dem Ende der letzten BMW M3-Generation wurde damit das Kapitel Hochleistungssaugmotor bei BMW geschlossen. Dieser Vorgänger-M3 hatte einen 309 kW (420 PS) starken Hochdrehzahl-V8-Motor mit vier Litern Hubraum (BMW S65).
Der neue Sechszylinder ist ihm im Drehmoment und in Nichtvolllast-Situationen beim Verbrauch überlegen; maximal 5 % im Leben eines M3 spielen sich im Volllastbereich ab. Im normalen Straßenverkehr sollen zwei bis drei Liter weniger Benzin verbraucht werden. Einen Vergleich einiger Größen zeigt auch die Grafik im Weblink.
Der S55 hat dieselben Maße von Bohrung und Hub sowie ein Aluminium-Kurbelgehäuse wie der N55; jedoch ist letzteres in Closed-Deck-Bauweise ausgeführt, um eine höhere Steifigkeit zu erzielen und mit höheren Verbrennungsdrücken arbeiten zu können; anders als sein Grundmodell hat er neben den zwei Turboladern einen Wasser-Ladeluftkühler, der oben auf dem Motor angebracht ist.
Die volumenstromgeregelte Ölpumpe (Pendelschieber Ölpumpe) ist mit einer zusätzlichen Saugstufe und verstärkten Komponenten (Schieber und Rotoren) ausgestattet, aber sonst auf dem BMW N55 aufgebaut.
Neben dem Kurbelgehäuse aus Aluminium dienen auch folgende drei Merkmale der Gewichtsersparnis: Anstelle von Einsätzen sind die Zylinderlaufbahnen lichtbogengespritzt; auch der Zylinderkopf besteht aus Aluminium; für die Ölwanne wird Magnesium verwendet. Die Kurbelwelle ist aus Stahl, geschmiedet und gehärtet. Die Enddrehzahl beträgt 7600 min−1.
Die beiden obenliegenden Nockenwellen werden durch VANOS gesteuert, das nun schnellere Anpassungen ermöglicht, die Ventile durch die Valvetronic III. Wie beim N55 sind die Auslassventile Natrium-gefüllt.
Bei der leistungsstärksten Version mit 368 kW (500 PS) im BMW M4 GTS (2015) wird Wassereinspritzung eingesetzt.
Seit 2016 sind der BMW F80 und BMW F82 mit dem zusätzlichen Competition Paket erhältlich, welches die Leistung des S55 auf 331 kW (450 PS) anhebt.
Auch das seit September 2018 erhältliche BMW M2 „Competition“ Coupé ist mit dem S55-Motor ausgestattet. Hier leistet er 302 kW (410 PS) und liefert ein maximales Drehmoment von 550 Nm (406 lbf·ft). BMW setzt den S55 auch ein, um mit dem M2 strengere Abgasgrenzwerte einhalten zu können.

## Daten
| Motortyp | Hubraum  | Bohrung × Hub   | Leistung bei 1/min            | Drehmoment bei 1/min | Maximaldrehzahl | Verdichtung | Jahr      |
| -------- | -------- | --------------- | ----------------------------- | -------------------- | --------------- | ----------- | --------- |
| S55B30   | 2979 cm³ | 84 mm × 89,6 mm | 302 kW (410 PS) bei 5230–7000 | 550 Nm bei 2350–5230 | 7600 min−1      | 10,2:1      | 2018–2021 |
| S55B30   | 2979 cm³ | 84 mm × 89,6 mm | 317 kW (431 PS) bei 5500–7300 | 550 Nm bei 1850–5500 | 7600 min−1      | 10,2:1      | 2014–2018 |
| S55B30   | 2979 cm³ | 84 mm × 89,6 mm | 331 kW (450 PS) bei 7000      | 550 Nm bei 2350–5500 | 7600 min−1      | 10,2:1      | 2016–2020 |
| S55B30   | 2979 cm³ | 84 mm × 89,6 mm | 338 kW (460 PS) bei 6250      | 600 Nm bei 4000–5380 | 7600 min−1      | 10,2:1      | 2017–2018 |
| S55B30   | 2979 cm³ | 84 mm × 89,6 mm | 368 kW (500 PS) bei 6250      | 600 Nm bei 4000–5500 | 7600 min−1      | 10,2:1      | 2016–2017 |